# Рудник Баньоре
Рудник Баньоре (Bagnore) – колишній італійський гірничодобувний майданчик, що діяв у регіоні Тоскана дещо більш за півсотні кілометрів на південний схід від Сієни.
Розташований на півдні Тоскани район вулкану Монте-Аміата відомий своїми копальнями ртутної руди (кіноварі), однією з яких була Баньоре. Вона почала свою роботу в 1920-му та належала компанії Società Mercurifera Italiana (SMI), що була заснована роком раніше.
В 1924-му на майданчику Баньоре ввели в дію першу піч для плавки руди, яку в подальшому доповнили ще кількома печами різних типів. При цьому за допомогою канатної дороги до Баньоре подавали продукцію іншого належного SMI рудника Монте-Лабро. Необхідну електроенергію для роботи копальні та плавильного заводу постачала гідроелектростанція «Santa Fiora».
В 1934-му на тлі наслідків світової економічної кризи SMI збанкрутувала.
У 1955-му права на розробку родовища отримала нова компанія Società Mercurifera Italiana, що належала до групи Edison (з 1966-го унаслідок злиття стала частиною концерну Montedison). Є відомості, що в 1957-му робота рудника Баньоре відновилась, тоді як за іншими даним це відбулось в 1964-му.
В 1973-му унаслідок реорганізації Montedison SMI передали групі Società Lavorazione Minerali e Derivati (Solmine), яку в свою чергу підпорядкували державному агентству з управління гірничодобувною промисловістю Ente Gestione Attività Minerarie (EGAM). EGAM, чимало підприємств якого були збитковими, ліквідували вже наприкінці 1970-х, при цьому копальня Баньоре через виснаження запасів закрилась ще раніше, в 1976-му. За період з 1964 по 1976 роки з Багньоре отримали біля 1030 тонн ртуті.
Можливо відзначити, що шахта Баньоре відзначалась важкими умовами праці через насиченість порід гідротермальними водами з температурою до 50 градусів. В подальшому у 1998 та 2014 роках у регіоні запустили гідротермальні електростанції Баньоре 3 та Баньоре 4 потужністю 20 МВт та 40 МВт відповідно.